# 天蠍座AH
天蠍座AH（AH Scorpii），簡稱，是一顆位於星座天蠍座中的紅超巨星。這顆恆星是其中一顆人類已知體積最大的恆星，其半徑介乎於1,287-1,535太陽半徑之間，使之成為最大的紅超巨星之一。

## 恆星狀況
天蠍座AH是一顆紅超巨星，其恆星光譜分類為M4-5Ia-Iab。這顆恆星距離地球12,000光年，位於銀河系盾牌-南十字臂中。這顆恆星的有效溫度則為~3500 ± 190 K，比太陽的有效溫度（5778 K）低65%。作為一個明亮的紅超巨星，這顆恆星有著不確定性的爆發，而這些爆發會令到其亮度增加20%。除了亮度以外，天文學家們也無法確認其有效溫度和籠罩這顆恆星的氣體。因為這些變數，所以天文學家們得出這顆恆星的大小存在極大的差異：小至1,287太陽半徑，大至2,500太陽半徑，比已知的體積最大的恆星盾牌座UY（半徑為太陽半徑1,708 ±192倍）還要大46.4%。

### 體積
這顆恆星的半徑約為太陽半徑的1,287-1,535倍（5.98到7.14天文單位），半徑達895,108,500至1,067,592,500公里。其體積是如此之大，若將天蠍座AH放在太陽系的中心，它的表面將超過木星軌道（5.204267天文單位，778,547,200公里），並且接近土星軌道（9.5820172天文單位，1,433,449,370公里）光環繞這顆恆星的赤道一周需時5.21至6.21小時，而光環繞太陽赤道一周僅需時14.5秒。
若果這顆恆星的半徑為太陽半徑的2,500倍，則其半徑長11.62天文單位，或1,738,750,000公里。若將天蠍座AH放在太陽系的中心，它的表面將超過土星軌道，並逐漸迫近天王星軌道（19.22941195天文單位，2,876,679,082公里）。光環繞這顆恆星的赤道一周甚至需時10.1小時。

## 爭議
天蠍座AH的大小、有效溫度等數據至今仍然存在爭議。在體積方面，天蠍座AH因其具不確定性的爆發，大量流失質量，以及尚未被確認的有效溫度和籠罩這顆恆星的氣體的存在，因此天文學家無法準確測量這顆恆星的體積。更甚的是，部份天文學家更懷疑這顆恆星有一顆明亮的伴星，因而令到其大小被高估。而在有效溫度方面，其噴發出來的氣體亦阻隔了恆星本身的亮度，致使測量有效溫度所得出的結果有誤。